# Jonas L.A. (Soundtrack)
Jonas L.A. ist das einzige Soundtrack-Album der gleichnamigen Serie Jonas L.A. Alle Songs sind auch in der zweiten Staffel der Serie zu hören. Das Album wurde am 20. Juli 2010, während der zweiten Staffel, veröffentlicht.

## Veröffentlichung und Promotion
Der Soundtrack wurde am 20. Juli 2010 in Amerika veröffentlicht, in Deutschland erschien er am 3. Dezember desselben Jahres. Außerdem wurde das Album am 3. Juni 2011 als Doppel-CD zusammen mit dem Soundtrack Sonny with a Chance der Serie Sonny Munroe veröffentlicht. Die meisten Lieder werden auch auf dem Radiosender Radio Disney gespielt. Die Songs Chillin’ in the Summertime und Hey You waren zum Beispiel auch beim Sender zu hören, obwohl sie keine offiziellen Singles waren.

## Songs in der Serie
Alle Songs des Soundtracks kamen auch in der zweiten Staffel der Serie vor, manche auch zweimal. Ein Lied wurde auch als Acoustic-Version in der Serie gezeigt.
| #   | Titel                                                   | Episode                |
| --- | ------------------------------------------------------- | ---------------------- |
| 1.  | L.A. Baby (Where Dreams Are Made Of)                    | Die Hausparty          |
| 2.  | Fall                                                    | Zurück zum Strand      |
| 3.  | Make It Right                                           | Kein Date für Stella   |
| 4.  | Invisible                                               | Und ... Action!        |
| 5.  | Hey You                                                 | Der Kuss               |
| 6.  | Your Biggest Fan                                        | Geheime Liebe          |
| 7.  | Set This Party Off                                      | Geheime Liebe          |
| 8.  | Chillin’ in the Summertime                              | Mittagessen mit Folgen |
| 9.  | Things Will Never Be the Same                           | Es kann nur eine geben |
| 10. | Drive                                                   | Das Musikvideo         |
| 11. | Critical                                                | Die Flirt Falle        |
| 12. | Chillin’ in the Summertime                              | Die Bootstour          |
| 12. | Summer Rain                                             | Die Gerüchteküche      |
| 13. | Feelin’ Alive                                           | Auf Wiedersehen, L.A.  |
| 14. | Critical                                                | Auf Wiedersehen, L.A.  |
| 15. | L.A. Baby (Where Dreams Are Made Of) (Acoustic Version) | Auf Wiedersehen, L.A.  |

## Titelliste
| #   | Titel                                       | Songwriting                                                                              | Länge |
| --- | ------------------------------------------- | ---------------------------------------------------------------------------------------- | ----- |
| 1.  | Feelin’ Alive                               | Michael Busbee, John T. Harding                                                          | 3:14  |
| 2.  | L.A. Baby (Where Dreams Are Made Of)        | Niclas Molinder, Joacim Persson, Johan Alkenas, Drew Ryan Scott, Nick Jonas              | 3:15  |
| 3.  | Your Biggest Fan (feat. China Anne McClain) | PJ Bianco, Joe Jonas, Kevin Jonas, Nick Jonas                                            | 3:00  |
| 4.  | Critical                                    | Niclas Molinder, Joacim Persson, Johan Alkenas, Geraldo Sandell                          | 3:35  |
| 5.  | Hey You                                     | Niclas Molinder, Joacim Persson, Johan Alkenas, Drew Ryan Scott                          | 2:49  |
| 6.  | Things Will Never Be the Same               | Niclas Molinder, Joacim Persson, Johan Alkenas, Drew Ryan Scott, Nick Jonas, John Taylor | 3:43  |
| 7.  | Fall                                        | Adam Anders, Jess Cates, Nick Jonas                                                      | 3:25  |
| 8.  | Summer Rain                                 | Adam Watts, Andy Dodd                                                                    | 4:13  |
| 9.  | Drive                                       | Matthew Gerrard, Robbie Nevil, Nick Jonas                                                | 3:46  |
| 10. | Invisible                                   | Adam Anders, Zac Poor, Nick Jonas                                                        | 2:54  |
| 11. | Make It Right                               | Adam Watts, Andy Dodd, Nick Jonas                                                        | 3:44  |
| 12. | Chillin’ In the Summertime                  | Ben Burgess, Sean D. McCarthy, Joe Acosta                                                | 3:28  |
| 13. | Set This Party Off                          | Mitch Allan, Kara DioGuardi, Nick Jonas                                                  | 2:56  |
|     | iTunes Bonus-Track                          |                                                                                          |       |
| 14. | Critical (Acoustic Version)                 | Niclas Molinder, Joacim Persson, Johan Alkenas, Geraldo Sandell                          | 3:40  |

Das Album ist eine Enhanced CD. Wenn man sie in den Computer einlegt erhält man folgende Extras:
- Musikvideos
- Lyrics
- The Special Short of the Nick Jonas & China Anne McClain

## Charts und Chartplatzierungen
In den Vereinigten Staaten stieg das Album mit 32.000 verkauften CDs in der ersten Woche auf Platz sieben ein. In den Soundtrack-Charts konnte sich das Album an der Chartspitze platzieren, bei den Kinderalben erreichte das Album Platz zwei. In Deutschland stieg der Soundtrack nicht in die Charts ein.
| ChartsChartplatzierungen       | Höchstplatzierung | Wochen |
| ------------------------------ | ----------------- | ------ |
| Vereinigte Staaten (Billboard) | 7 (8 Wo.)         | 8      |